# 吳興八景
吳興八景，指今浙江省湖州市吳興區及其周邊近郊的八處遊覽勝地。
八景依次名為：道場曉霽、蒼弁清秋、西塞晚漁、下菰長煙、龍洞雲歸、橫山暮嵐、南湖雨意、金蓋出雲。
明初，張羽以湖州府城近郊八景之名作了八首近體詩，合成《吳興八景》。始有「吳興八景」之名。明萬曆年間，明《萬曆湖州府志卷二 . 山川》以近郊景點列為八景，至此「吳興八景」正式為官方說法。後世經營欠佳。加之戰亂連連，現多已傾頹荒廢。之后湖州市人民政府开始重新开发。

## 張羽之《吳興八景》
- 《橫山暮嵐》

輕陽低拂北流水，落陽半隱龜茲城。

一片松風忽吹起，反履陰晴生眼底。

揮毫安得未元暉，坐對高春寫詩意。

|  | 橫山山頂嵐光生，翠霧直與山俱橫。 輕陽低拂北流水，落陽半隱龜茲城。 一片松風忽吹起，反履陰晴生眼底。 揮毫安得未元暉，坐對高春寫詩意。 |

- 《龍洞雲歸》

|  | 下岡龍走臨具區，靈牝下接龍伯居。 常時出雲作霖雨，每為下土蘇焦拓。 妝斂神功返村壑，往往雲端見笙鶴。 掃除腥霧清風來，知是龍君下寥廊。 |